# Erich Gerdau
Erich Gerdau (* 20. Mai 1935) ist ein deutscher Experimentalphysiker. Er ist Professor an der Universität Hamburg.
Gerdau wurde 1966 an der Universität Hamburg promoviert (Untersuchungen am Hf 176 und Hf 180 mit Hilfe des Mößbauereffekts).
Gerdau kombinierte Mößbauer-Spektroskopie mit Synchrotronstrahlungsquellen und demonstrierte 1985 kohärente elastische nukleare Resonanzstreuung (Nuclear resonant scattering, NRS) von Synchrotronstrahlung (durchgeführt am DESY). Das eröffnete eine neue Perspektive in der Mößbauerspektroskopie durch Verwendung von Synchrotronstrahlungsquellen statt radioaktiven Materialien als Quelle. Weitere technische Entwicklungen in den 1990er Jahren (wie Synchrotronstrahlungsquellen der 3. Generation, Röntgenoptiken hoher Auflösung und Avalanche-Photodioden) machten Mößbauerspektroskopie mit Synchrotronstrahlen dann zu einem Standardverfahren in der Materialforschung, wobei dank der sehr viel höheren Brillanz der Strahlung auch Isotope in sehr geringer Konzentration, dünne Filme, Nanostrukturen und Materie unter extremen Bedingungen untersucht werden konnte.
1988 erhielt er den Stern-Gerlach-Preis.

## Schriften (Auswahl)
- mit R. Rüffer, H. Winkler, W. Tolksdorf, C. P. Klages, J. P. Hannon: Nuclear Bragg diffraction of synchrotron radiation in yttrium iron garnet,  Phys. Rev. Lett., Band 54, 1985, S. 835, Abstract
- mit H. de Waard (Herausgeber): Nuclear resonant scattering of synchrotron radiation, Hyperfine Interaction, 123/124, 1999.
- Kernresonant gebeugte Synchrotronstrahlung: Erzeugung von Strahlen hoher Brillanz mit Nanoelektronenvolt bis Mikroelektronenvolt Bandbreite bei Quantenenergien von ≈ 10 keV, Physikalische Blätter, Band 44, 1988, 198–202,  Online